# GM Ecotec L850 ed L880
I motori GM Ecotec L850 e L880 costituiscono una famiglia di motori termici a benzina di fascia medio-alta prodotti a partire dal 2000 dal colosso automobilistico statunitense della General Motors, per essere montati in svariati modelli prodotti dai marchi appartenenti (o appartenuti) a questo gruppo industriale (Chevrolet, Cadillac, Opel, Saab, ecc).

## Storia e caratteristiche

### Storia

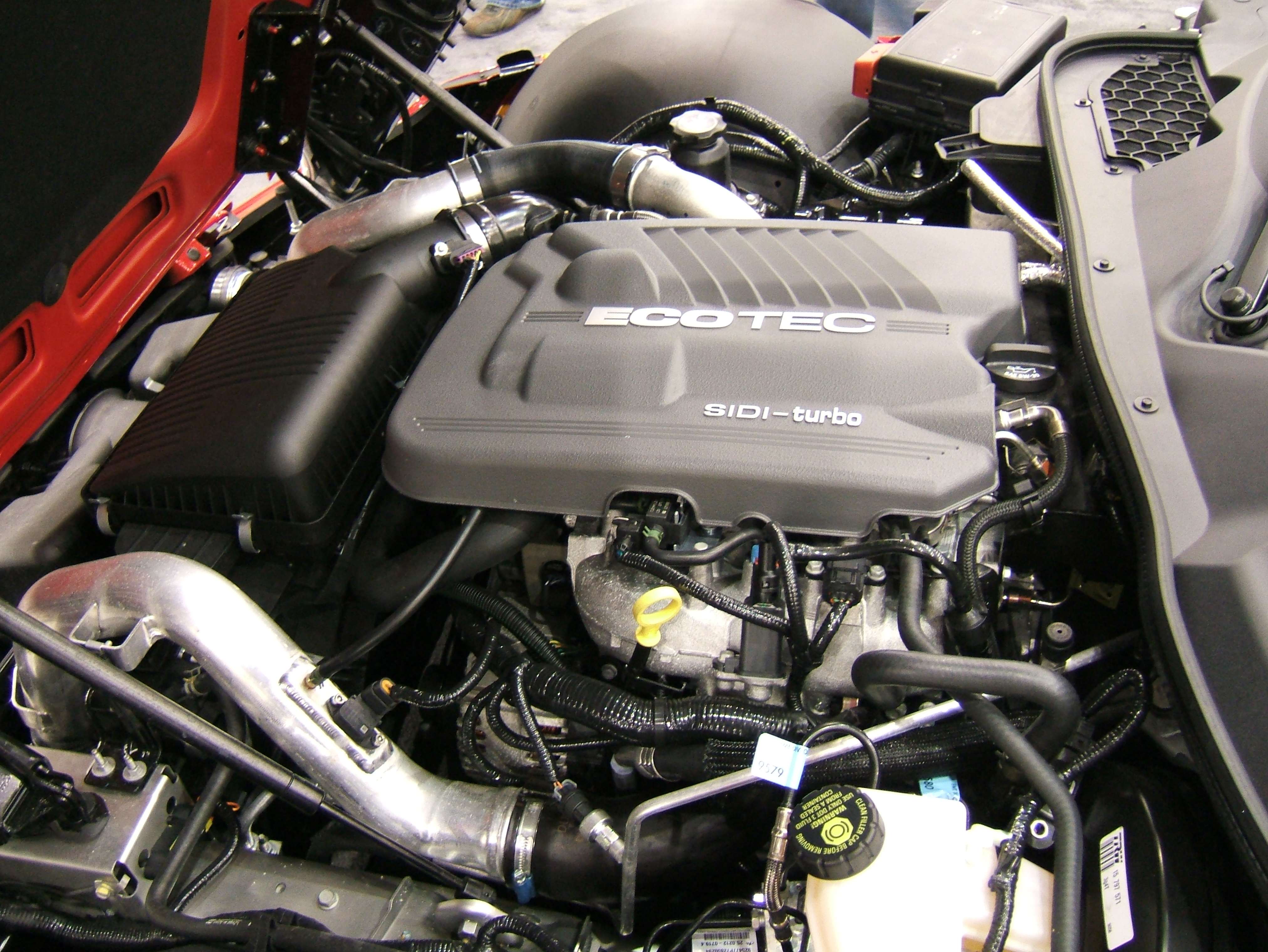
Il motore 2 litri turbo di una Pontiac Solstice

Questa famiglia di motori fa parte di un programma di razionalizzazione voluto dal direttivo della General Motors in maniera tale da ridurre il numero di motori prodotti dai marchi gravitanti nell'orbita del colosso statunitense. Per questo, i motori L850 (la sigla è quella del progetto che avrebbe condotto alla realizzazione di tale famiglia di motori) sono andati via via a sostituire più famiglie di motori preesistenti, a partire dai motori Family II (di cui vengono riprese alcune caratteristiche di base), i motori Saab H, i motori GM Serie 122 e i motori GM Quad-4.
Il progetto L850 fu avviato nel 1994 coinvolgendo ingegneri provenienti da tre centri di progettazione appartenenti alla galassia General Motors. Così, il team incaricato di sviluppare tale progetto fu formato da personalità provenienti dalla Opel di Rüsselsheim, dal centro progettazioni Saab di Södertälje (Svezia) e dalla GM Powertrain di Pontiac (Michigan, USA), anche se gran parte dello sviluppo finale di questo progetto fu opera della Lotus di Hethel (Gran Bretagna), quest'ultima da poco uscita dall'orbita della General Motors, ma ancora in stretti rapporti di affari con il colosso statunitense. In realtà l'avvio di questo progetto fu immerso in un'atmosfera di incertezza: i progettisti coinvolti erano perlopiù giovani e con alle spalle differenti background lavorativi dall'uno all'altro. Inizialmente mancava quindi quell'amalgama necessaria per formare un'équipe dotata di motivazioni e obiettivi in comune. Le prime proposte relative a tale progetto vennero immediatamente scartate perché prive delle necessarie cognizioni di base. Un po' tutti concordarono sul fatto che questi motori avrebbero dovuto essere caratterizzati da un funzionamento morbido ed esente da vibrazioni, una caratteristica che invece era tipica dei motori a 4 cilindri di alta cilindrata (sopra i due litri, per intenderci). Per questo, venne previsto l'utilizzo di due contralberi di equilibratura.
I motori L850 vengono prodotti in svariati stabilimenti di proprietà della GM sparsi nel mondo, a partire dai due siti statunitensi di Tonawanda (New York) e di Spring Hill (Tennessee), per proseguire con lo stabilimento tedesco di Kaiserslautern e con quello australiano di Port Melbourne. I primi motori appartenenti a questa famiglia sono stati in primis l'unità da 2,2 litri introdotta nel 2000, a cui fece seguito il 2 litri, nato nel 2002. A partire dal 2006, poi, la famiglia dei motori L850 si è ampliata con l'arrivo delle versioni da 2,4 e 2,5 litri. Queste ultime due versioni, però, vengono indicate anche con la sigla L880, per indicare la differente misura dell'alesaggio dei cilindri, pari a 88 mm. Tuttavia, i motori L880 vengono generalmente inclusi nella famiglia di motori o quantomeno vengono sempre trattati assieme in quanto strettamente imparentati fra loro dal punto di vista tecnico.

### Caratteristiche

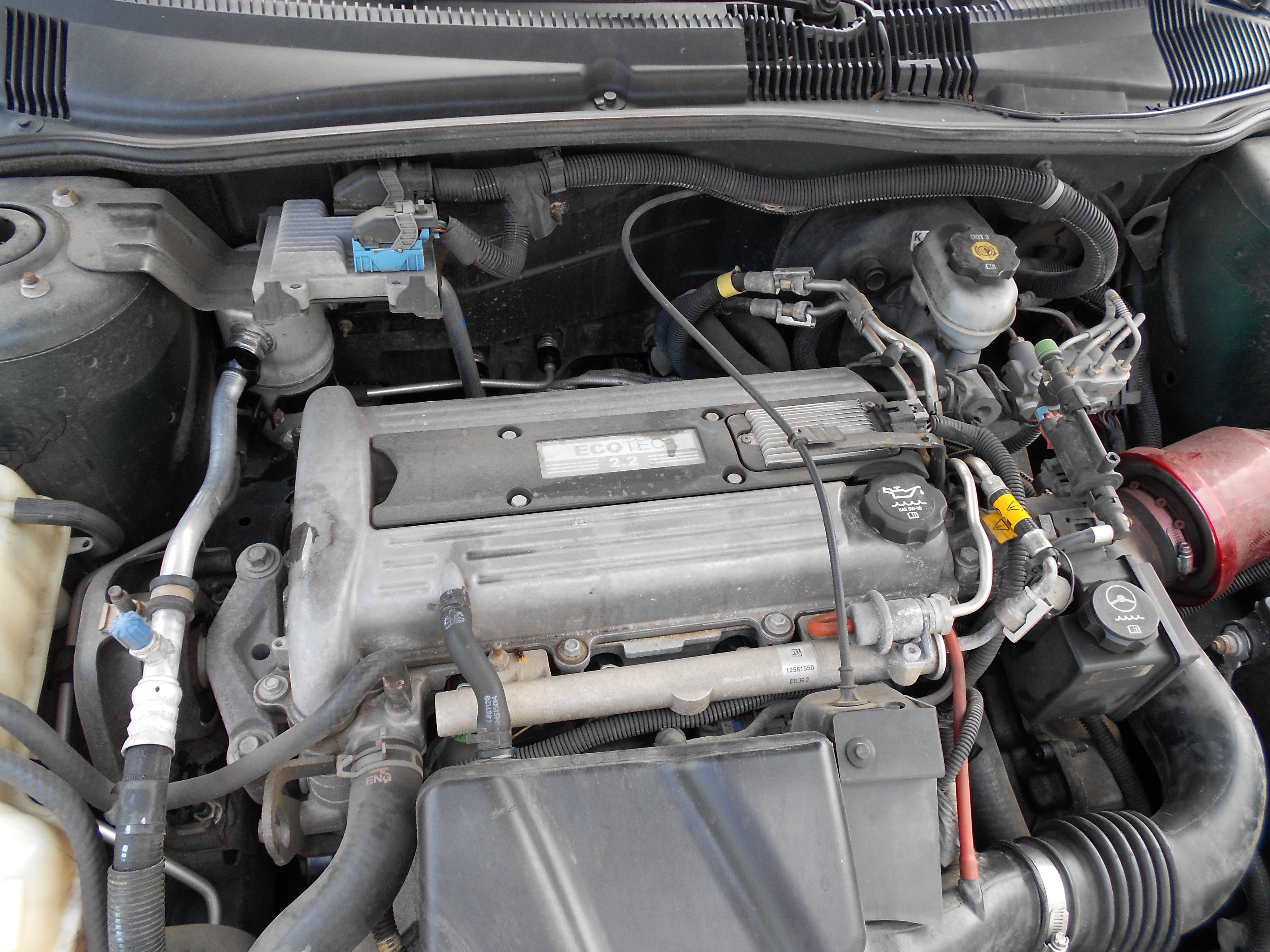
Il motore LNF di una Chevrolet Cavalier del 2003

Si è già parlato dell'importanza di avere due contralberi di equilibratura inseriti nel basamento del motore: tali contralberi, posti appena sopra l'albero a gomiti, ruotano a velocità doppia rispetto a quest'ultimo, andando a smorzarne le vibrazioni naturalmente prodotte. Altri importanti requisiti richiesti dal direttivo GM furono quelli relativi alla compattezza e alla leggerezza. Per questo, i motori L850 sono caratterizzati dal fatto di essere interamente costruiti in lega di alluminio: come già anticipato, riprendono alcune caratteristiche di base dei motori Family II, ma differiscono da questi ultimi proprio per l'impiego massiccio di lega leggera, quando invece i motori Family II utilizzavano ancora la ghisa per i loro monoblocchi. Ma vennero anche utilizzati altri espedienti per la riduzione del peso, a partire dalla riduzione dello spessore delle canne cilindri. Come risultato finale si ottenne un motore pesante in media 150 kg contro i 190 kg dei precedenti motori che si avviavano al pensionamento. Gli stessi cilindri furono a loro volta realizzati in lega di alluminio. Una caratteristica particolare dei motori L850 e L880 fu quella di montare il collettore di aspirazione in posizione frontale, rivolta cioè verso la calandra della vettura, mentre il collettore di scarico era montato invece posteriormente. Ciò ha lo scopo di rendere più vicini collettore e catalizzatore, il che contribuisce a diminuire le emissioni inquinanti, specialmente nei primi minuti di avviamento, quando il motore è ancora freddo, poiché i gas di scarico, generalmente più caldi di quelli in entrata, riescono a scaldare il catalizzatore più facilmente, portandolo alla temperatura ottimale di esercizio in minor tempo.
Durante la loro evoluzione nel corso degli anni, questi motori sono stati proposti anche in numerose varianti, differenti tra loro per il tipo di alimentazione, che può essere di tipo atmosferico, turbocompresso o con compressore volumetrico e inoltre semplicemente a benzina, di tipo bifuel benzina/metano o a etanolo, queste ultime previste più che altro per i due mercati che dell'etanolo fanno uso pressoché esclusivo, vale a dire il Brasile e la Svezia.
Di seguito vengono riepilogate le principali caratteristiche comuni a tutti i motori L850 e L880:
- architettura a 4 cilindri in linea;
- testata e monoblocco in lega di alluminio;
- distribuzione a doppio asse a camme in testa;
- testata a 4 valvole per cilindro;
- alimentazione a iniezione elettronica;
- pistoni in lega di alluminio;
- canne cilindri in ghisa;
- albero a gomiti su 5 supporti di banco;
- due contralberi di equilibratura.

### I primi motoriL850
La carriera dei motori L850 e L880 si è articolata finora in tre fasi evolutive fondamentali: la prima fase ha visto l'arrivo delle unità L850 da 2,2 e da 2 litri, la prima di tipo aspirato e la seconda proposta nelle due già citate varianti di sovralimentazione (turbo o volumetrico). Sia nell'uno che nell'altro livello di cilindrata, vennero riprese le misure caratteristiche dei motori Family II di pari cilindrata.

#### Versione da 2,2 litri

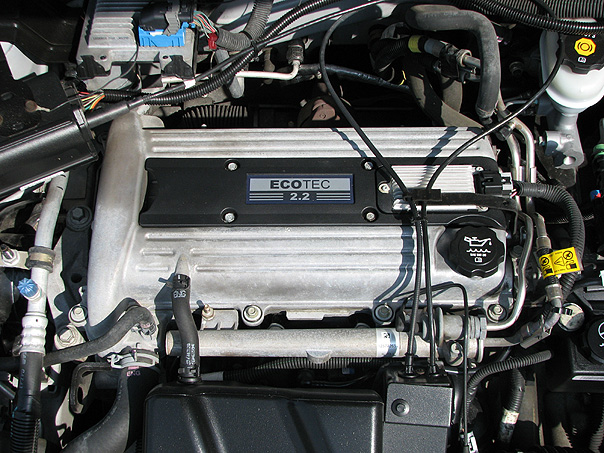
Un motore L61, ossia il 2.2 Ecotec riservato al mercato USA

Come già anticipato, il primo motore L850 a vedere la luce è stato quello da 2,2 litri, che debuttò nel 2000 dapprima nei modelli della Saturn L-Series destinate ai mercati nordamericani, per poi approdare subito dopo anche in Europa dove sarebbe stato montato sotto il cofano di alcuni modelli Opel e Vauxhall, ma anche Fiat e Alfa Romeo, dal momento che proprio in quei primissimi anni del nuovo millennio si stava consumando la joint-venture tra General Motors e Gruppo Fiat. Nel frattempo si ampliò anche il ventaglio di applicazioni statunitensi. Si trattava in ogni caso di un motore aspirato, che derivava dal precedente motore Family II di pari cubatura, come dimostra anche il fatto che da esso vennero riprese le misure caratteristiche di alesaggio e corsa, pari a 86 x 94,6 mm, per una cilindrata complessiva di 2198 cm³. Oltre alle già citate differenze fra questo 2.2 e il precedente 2.2 Family II (doppio contralbero di equilibratura, costruzione interamente in lega di alluminio, ecc), altre novità riguardarono la ridisposizione di alcuni organi, come la pompa del servosterzo, quella dell'acqua e il filtro dell'olio. Mentre nelle applicazioni d'oltreoceano questo motore prese la sigla L61 (eccezion fatta per una effimera variante a metano siglata L42), nell'ambito europeo questo motore venne proposto in due varianti siglate rispettivamente Z22SE e Z22YH. La differenza fra queste ultime due varianti stava essenzialmente nel tipo di iniezione, indiretta nel primo caso e diretta nel secondo. La variante a iniezione diretta è stata proposta in tre livelli di potenza, ossia 150, 155 e 185 CV. La variante più potente includeva anche la fasatura variabile fra le sue caratteristiche ed è stata montata esclusivamente dall'Alfa Romeo per i suoi modelli 159, Brera e Spider. Per quanto riguarda la variante statunitense L61, invece, l'alimentazione era solo a iniezione indiretta, ma anche qui vi erano alcune differenze fra una variante e l'altra, come ad esempio la presenza di una farfalla a controllo elettronico in alcune applicazioni (Saturn VUE, Chevrolet Malibu prodotte fra il 2004 e il 2008, ecc). Caratteristica dei motori L61 era la presenza del sistema di accensione del tipo "a scintilla persa", sistema che sarebbe erò stato abbandonato in seguito. Negli anni successivi, questo motore sarebbe stato oggetto di tutta una serie di aggiornamenti grazie ai quali sarebbe entrato a far parte della seconda tappa evolutiva dei motori L850, come si vedrà più avanti. Di seguito vengono raccolte le caratteristiche e le principali applicazioni dei primi motori L850 da 2,2 litri:

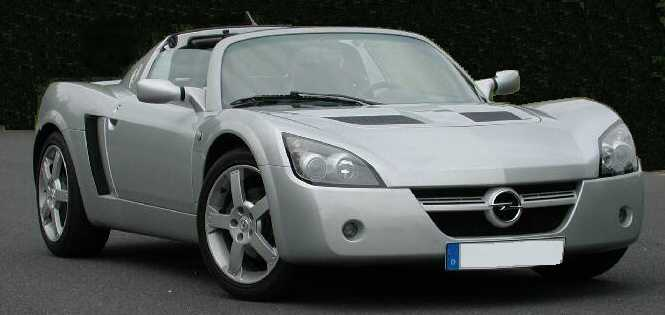
... e alcune Opel, come la sportiva Speedster.

| Motore 2,2 litri L850 |                                             |                          |                |                |                                |                    |
| Variante              | Alimentazione                               | Rapporto di compressione | Potenza CV/rpm | Coppia Nm/rpm  | Applicazioni                   | Anni di produzione |
| L42                   | Iniez. elettr. indiretta benzina/metano     | -                        | 131            | 175            | Chevrolet Cavalier 2.2 16v CNG | 2003-04            |
| L61                   | Iniezione elettronica indiretta sequenziale | 9,5                      | 137/5200       | 193/4400       | Saturn L200                    | 2001-03            |
| L61                   | Iniezione elettronica indiretta sequenziale | 9,5                      | 139/5800       | 183/4400       | Saturn LS1                     | 2000-01            |
| L61                   | Iniezione elettronica indiretta sequenziale | 10                       | 142/5600       | 197/4400       | Saturn Ion 2.2 16v             | 2003-06            |
| L61                   | Iniezione elettronica indiretta sequenziale | 10                       | 142/5600       | 203/4400       | Saturn L200                    | 2003-04            |
| L61                   | Iniezione elettronica indiretta sequenziale | 10                       | 142/5600       | 203/4400       | Chevrolet Cavalier 2.2 16v     | 2001-02            |
| L61                   | Iniezione elettronica indiretta sequenziale | 10                       | 142/5600       | 203/4400       | Pontiac Grand Am 2.2 16v       | 2001-02            |
| L61                   | Iniezione elettronica indiretta sequenziale | 10                       | 142/5600       | 203/4400       | Pontiac Sunfire 2.2 16v        | 2001-02            |
| L61                   | Iniezione elettronica indiretta sequenziale | 10                       | 142/5600       | 203/4000       | Chevrolet Cavalier 2.2 16v     | 2003-05            |
| L61                   | Iniezione elettronica indiretta sequenziale | 10                       | 142/5600       | 203/4000       | Pontiac Grand Am 2.2 16v       | 2003-05            |
| L61                   | Iniezione elettronica indiretta sequenziale | 10                       | 142/5600       | 203/4000       | Pontiac Sunfire 2.2 16v        | 2003-05            |
| L61                   | Iniezione elettronica indiretta sequenziale | 10                       | 142/5600       | 203/4000       | Oldsmobile Alero 2.2 16v       | 2002-04            |
| L61                   | Iniezione elettronica indiretta sequenziale | 10                       | 146/5400       | 206/4000       | Saturn Vue 2.2 16v             | 2002-05            |
| L61                   | Iniezione elettronica indiretta sequenziale | 10                       | 146/5600       | 206/4000       | Saturn Vue 2.2 16v             | 2005-06            |
| L61                   | Iniezione elettronica indiretta sequenziale | 10                       | 146/5600       | 206/4000       | Chevrolet HHR 2.2 16v          | 2005-06            |
| L61                   | Iniezione elettronica indiretta sequenziale | 10                       | 146/5600       | 210/4000       | Chevrolet Malibu 2.2 16v       | 2005-06            |
| L61                   | Iniezione elettronica indiretta sequenziale | 10                       | 147/5600       | 210/4000       | Chevrolet Cobalt 2.2 16v       | 2005-06            |
| L61                   | Iniezione elettronica indiretta sequenziale | 10                       | 147/5600       | 210/4000       | Chevrolet Malibu 2.2 16v       | 2004-05            |
| L61                   | Iniezione elettronica indiretta sequenziale | 10                       | 147/5600       | 210/4000       | Pontiac G5 2.2 16v             | 2005-06            |
| Z22SE                 | Iniezione elettronica indiretta sequenziale | 10                       | 147/5800       | 203/4000       | Fiat Croma 2.2 16v             | 2005-09            |
| Z22SE                 | Iniezione elettronica indiretta sequenziale | 10                       | 147/5800       | 203/4000       | Holden Astra (TS) 2.2 16v SRi  | 2001-05            |
| Z22SE                 | Iniezione elettronica indiretta sequenziale | 10                       | 147/5800       | 203/4000       | Opel Astra G 2.2 16v           | 2000-05            |
| Z22SE                 | Iniezione elettronica indiretta sequenziale | 10                       | 147/5800       | 203/4000       | Opel Vectra B 2.2 16v          | 2001-02            |
| Z22SE                 | Iniezione elettronica indiretta sequenziale | 10                       | 147/5800       | 203/4000       | Opel Speedster 2.2 16v         | 2001-05            |
| Z22SE                 | Iniezione elettronica indiretta sequenziale | 10                       | 147/5800       | 203/4000       | Opel Vectra C 2.2 16v          | 2002-04            |
| Z22SE                 | Iniezione elettronica indiretta sequenziale | 10                       | 147/5800       | 203/4000       | Vauxhall VX220 2.2 16v         | 2001-05            |
| Z22SE                 | Iniezione elettronica indiretta sequenziale | 10                       | 147/5800       | 203/4000       | Opel Zafira A 2.2 16v          | 2000-04            |
| Z22YH                 | Iniezione elettronica diretta sequenziale   | 12                       | 150/5600       | 215/4000       | Opel Zafira B 2.2 16v          | 2005-10            |
| Z22YH                 | Iniezione elettronica diretta sequenziale   | 12                       | 155/5600       | 220/ 3250-3800 | Opel Vectra C 2.2 16v Direct   | 2003-08            |
| Z22YH                 | Iniezione elettronica diretta sequenziale   | 12                       | 155/5600       | 220/ 3250-3800 | Opel Signum 2.2 16v            | 2003-08            |
| 939A5000              | Iniezione elettronica diretta sequenziale   | 11,3                     | 185/6500       | 230/4500       | Alfa Romeo 159 2.2 JTS         | 2005-08            |
| 939A5000              | Iniezione elettronica diretta sequenziale   | 11,3                     | 185/6500       | 230/4500       | Alfa Romeo Brera 2.2 JTS       | 2005-09            |
| 939A5000              | Iniezione elettronica diretta sequenziale   | 11,3                     | 185/6500       | 230/4500       | Alfa Romeo Spider 2.2 JTS      | 2006-09            |

#### Versione da 2 litri
Come nel caso della versione da 2,2 litri, anche la versione da 2 litri condivide alcune caratteristiche dei precedenti motori Family II di pari cubatura. Con questi ultimi vengono infatti condivise le misure caratteristiche di alesaggio e corsa, pari entrambe a 86 mm, per una cilindrata complessiva di 1998 cm³. Quella da 2 litri è stata la seconda versione a debuttare, due anni dopo il lancio della versione da 2,2 litri, e come già detto è stata prodotta in due varianti, entrambe sovralimentate, ma utilizzando il turbocompressore in un caso e il compressore volumetrico nell'altro. Come per la versione da 2,2 litri, anche nel caso del 2 litri L850 vi sarebbero stati in seguito numerosi aggiornamenti grazie ai quali questa versione si sarebbe adeguata a nuovi standard antinquinamento modernizzandosi via via e giungendo fino ai giorni nostri in nuove varianti. Il 2 litri L850 è stato di fatto l'unico tra i motori L850 ad attraversare per intero la carriera di tale famiglia di motori. Delle sue nuove evoluzioni si parlerà via via, ripercorrendo tutte le tappe evolutive dei motori L850 e L880.

##### LK9

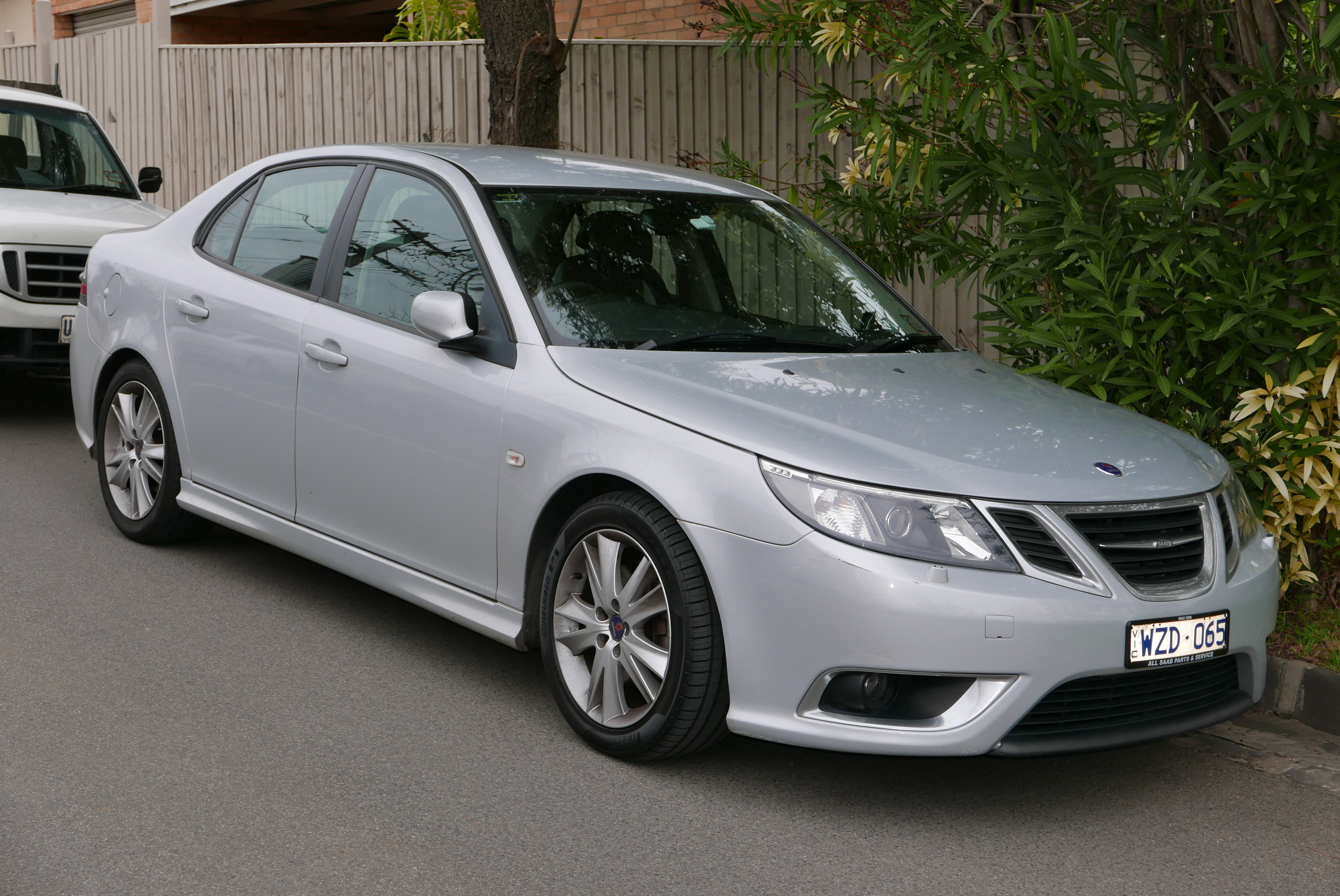
La Saab 9-3 è stata una delle applicazioni più note del 2 litri turbo GM

Questa sigla indica il 2 litri L850 turbocompresso: in questo caso la sovralimentazione si ottiene mediante il montaggio di un turbocompressore, che può essere di produzione Garrett nel caso delle varianti a bassa pressione oppure di tipo MHI nel caso di varianti a media o alta pressione. In ogni caso, l'intera progettazione del sistema di sovralimentazione è stato affidato al centro di progettazione Saab, da sempre specializzata in motori turbocompressi (la produzione Saab dagli anni ottanta in avanti era famosa per i motori turbo). Di origine Saab erano anche l'elettronica di gestione (Trionic) e il sistema di iniezione. Tra le altre caratteristiche previste per questo motore vi sono le valvole di scarico al sodio e i pistoni raffreddati con getti d'olio. Saab ha predisposto il propulsore per il funzionamento indifferentemente con benzina o combustibile E85, esso viene identificato con la denominazione BioPower. La sigla LK9 è quella utilizzata negli Stati Uniti per distinguere un motore dall'altro, ma in altri mercati tale motore ha assunto altre sigle. Per esempio, per le applicazioni Saab si utilizzava la sigla B207 seguita da un'altra lettera, mentre per le applicazioni Opel veniva utilizzata la codifica tradizionale della Casa tedesca, come per esempio Z20NET o Z20NHH. A seconda del tipo di turbocompressore montato e a seconda anche della pressione di sovralimentazione, cambiano le prestazioni, e quindi ecco che questo motore è stato proposto in un range di livelli di potenza massima che va da 150 a 210 CV.

##### LSJ
La sigla LSJ identifica invece il 2 litri L850 con sovralimentazione a compressore volumetrico: i questo caso non vi sono più varianti di potenza per questo motore, ma solo una, in grado di erogare fino a 207 CV di potenza massima grazie anche all'apporto di un compressore a lobi Eaton di tipo Roots con intercooler aria/acqua e pressione di 0,84 bar. Con l'unità LK9 vengono d'altro canto ripresi molti altri componenti, come i pistoni, le bielle, l'albero motore, il radiatore dell'olio e la coppa dell'olio. Questo motore venne incluso nella graduatoria del Ward's 10 Best Engines del 2006.

##### Applicazioni del 2 litriL850
Di seguito vengono riepilogate le caratteristiche e le applicazioni dei motori L850 da 2 litri:

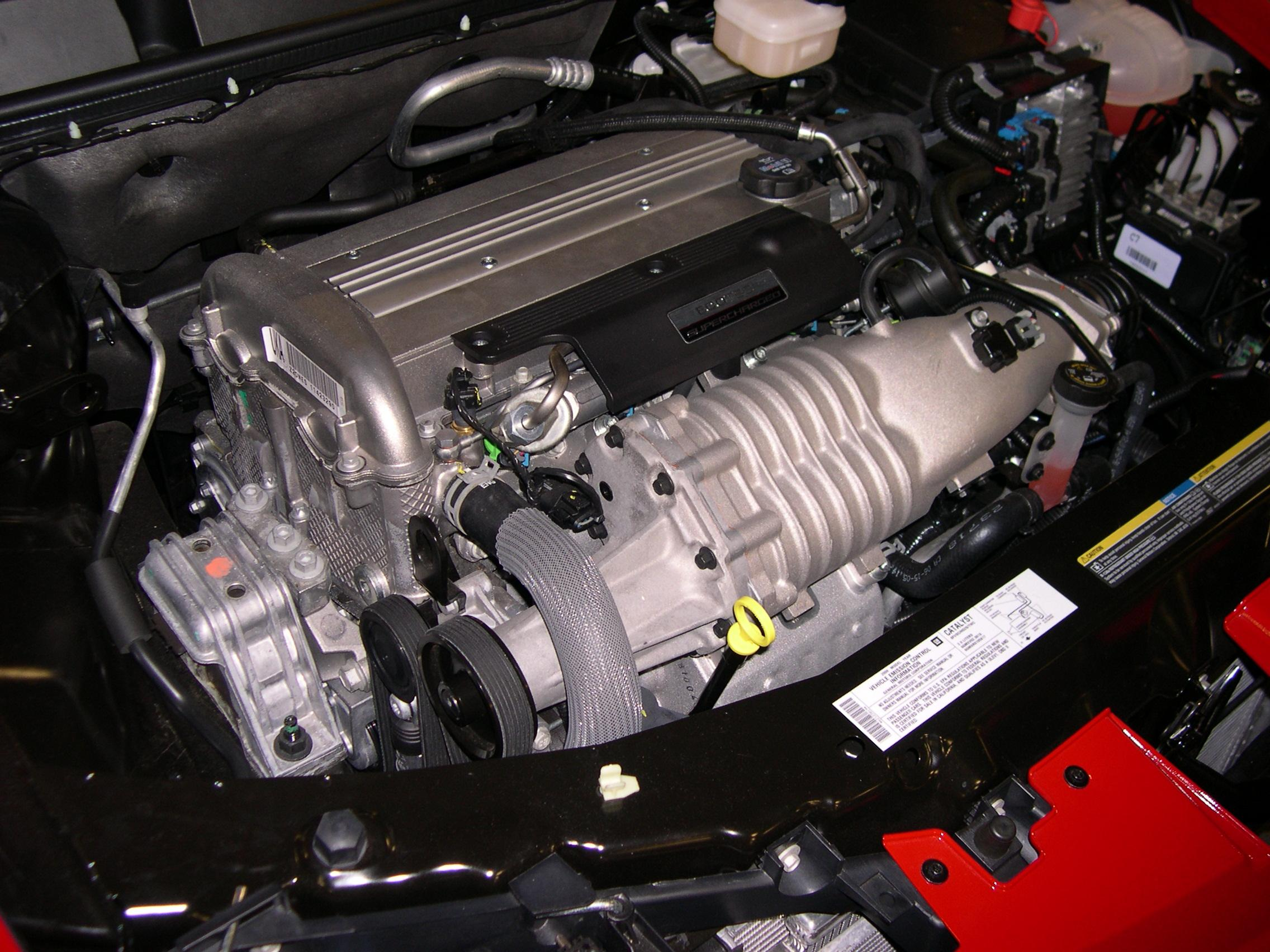
Un motore 2 litri LSJ con compressore, qui sotto il cofano di una Saturn Ion

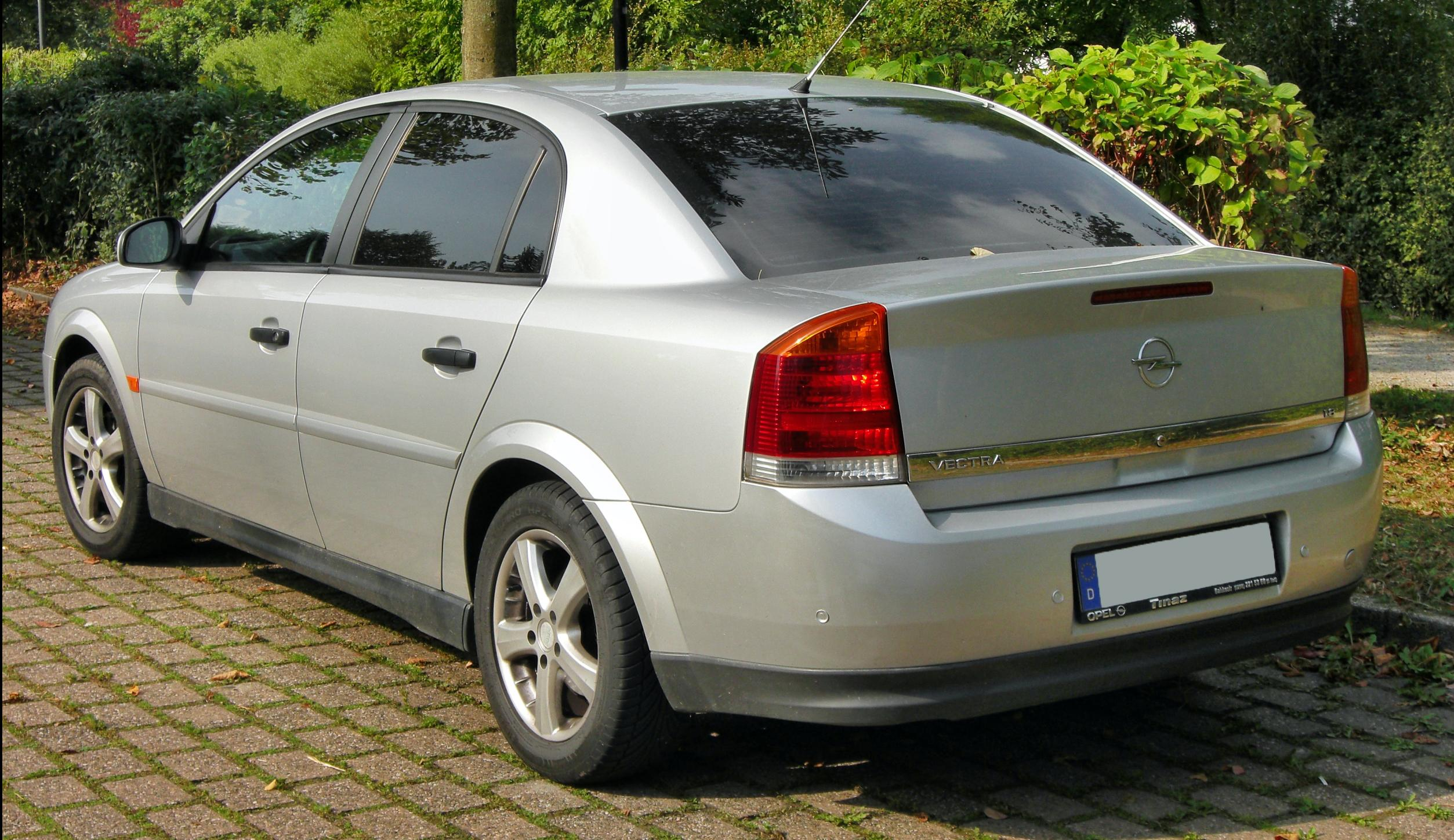
La Opel Vectra C ha usufruito del 2 litri turbo Z20NET

| Motore 2 litri L850 |                                                                                            |                          |                |               |                                  |                    |
| Variante            | Alimentazione                                                                              | Rapporto di compressione | Potenza CV/rpm | Coppia Nm/rpm | Applicazioni                     | Anni di produzione |
| B207E               | Iniezione elettronica indiretta + turbocompressore Garrett a bassa pressione e intercooler | 9,5                      | 150/5500       | 240/2000-3400 | Saab 9-3 Mk2 1.8 t               | 2002-11            |
| B207E               | Iniezione elettronica indiretta + turbocompressore Garrett a bassa pressione e intercooler | 9,5                      | 175/5500       | 265/2000-3400 | Saab 9-3 Mk2 1.8 t BioPower      | 2008-11            |
| B207L               | Iniezione elettronica indiretta + turbocompressore MHI o Garrett a 0,7 bar e intercooler   | 9,5                      | 200/5600       | 300/2500-3800 | Saab 9-3 Mk2 2.0 t BioPower      | 2008-11            |
| B207L               | Iniezione elettronica indiretta + turbocompressore MHI o Garrett a 0,7 bar e intercooler   | 9,5                      | 175/5600       | 265/2500-3800 | Saab 9-3 Mk2 2.0 t               | 2002-11            |
| LK9                 | Iniezione elettronica indiretta + turbocompressore MHI o Garrett a 0,7 bar e intercooler   | 9,5                      | 175/5600       | 265/2500-3800 | Cadillac BLS 2.0 Turbo           | 2006-10            |
| Z20NET              | Iniezione elettronica indiretta + turbocompressore MHI o Garrett a 0,7 bar e intercooler   | 9,5                      | 175/5600       | 265/2500-3800 | Opel Vectra C 2.0 Turbo          | 2003-08            |
| Z20NET              | Iniezione elettronica indiretta + turbocompressore MHI o Garrett a 0,7 bar e intercooler   | 9,5                      | 175/5600       | 265/2500-3800 | Opel Signum 2.0 Turbo            | 2003-08            |
| B207R               | Iniezione elettronica indiretta + turbocompressore MHI ad alta pressione e intercooler     | 9,5                      | 210/5300       | 300/2400-4000 | Saab 9-3 Mk2 2.0 T               | 2002-11            |
| LSJ                 | Iniezione elettronica indiretta + compressore volumetrico e intercooler                    | 9,5                      | 207/5600       | 271/4400      | Saturn Ion Red Line              | 2004-07            |
| LSJ                 | Iniezione elettronica indiretta + compressore volumetrico e intercooler                    | 9,5                      | 207/5600       | 271/4400      | Chevrolet Cobalt SS Supercharged | 2005-07            |

### Seconda generazione: arrivano i motoriL880
A partire dal 2006 comparvero i primi motori L850 di seconda generazione: ritroviamo anche in questa seconda fase le già viste versioni da 2 e da 2,2 litri, anche se opportunamente rivisitate in più punti. Gli aggiornamenti furono infatti numerosi e differenti da una versione all'altra. Tutto ciò fu effettuato allo scopo di migliorarne ovviamente le prestazioni, ma anche di accrescerne l'affidabilità e le doti di erogazione, nonché di ridurne consumi ed emissioni. A fianco dei due motori da 2 e da 2,2 litri, poi, si ebbe il debutto della prima versione rialesata a 88 mm, e che per questo prese il nome di L880, caratterizzata da una cubatura di 2,4 litri. Anzi, la versione da 2,4 litri fu la prima a debuttare, anche se le due versioni da 2 e da 2,2 litri seguirono di lì a pochissimo. Ma di fatto furono proprio queste ultime a riprendere alcune caratteristiche dalla nuova unità L880 da 2,4 litri, come ad esempio le canne cilindri più spesse e la doppia fasatura variabile continua. Una delle più rilevanti peculiarità di alcuni di questi motori di seconda generazione stava nel fatto che in alcune applicazioni essi vennero rivisti molto a fondo per poter essere montati longitudinalmente. Questo fu il caso di alcune varianti del 2 litri e del 2,4 litri.

#### Le nuove versioni da 2 litri

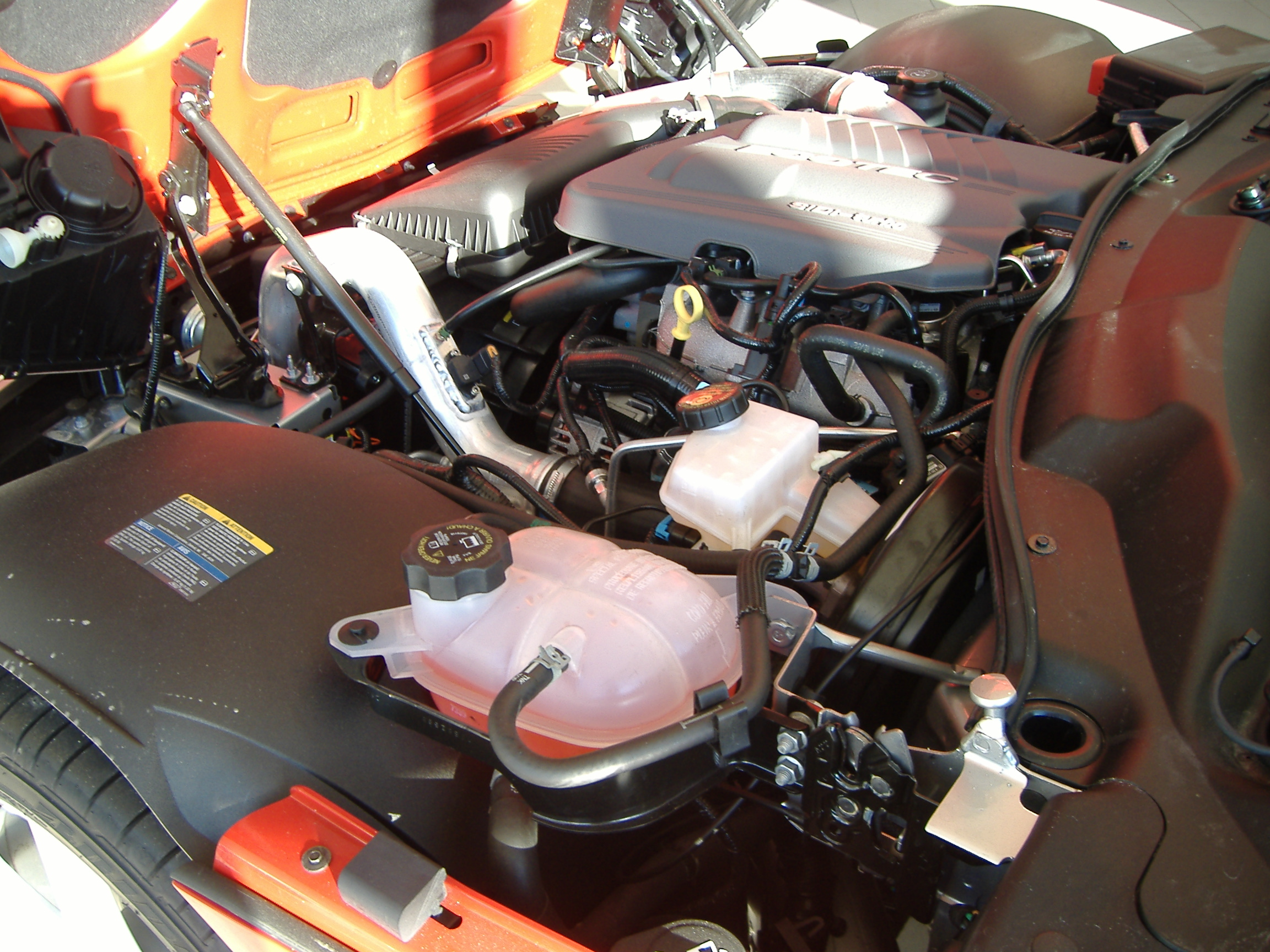
Il 2 litri LNF (o Z20NHH), qui sotto il cofano di una Opel GT del 2007

Il 2 litri di seconda generazione mantiene le misure caratteristiche di 86 mm sia per l'alesaggio che per la corsa (e quindi anche la cilindrata di 1998 cm³), ma si presenta anche con alcune caratteristiche strutturali di notevole rilievo, prima fra tutte la disposizione longitudinale del motore in alcune applicazioni a trazione posteriore per permettere più facilmente il montaggio di un albero di trasmissione che portasse la coppia motrice al retrotreno, anche se poi nella maggior parte dei casi viene mantenuta la consueta disposizione trasversale con trazione anteriore. Il 2 litri L850 di seconda generazione è stato proposto in tre varianti, ma in ogni caso si trattava di un motore sovralimentato mediante turbocompressore. È stata eliminata invece la variante a compressore volumetrico, incompatibile con le normative antinquinamento e con le esigenze della clientela per via dei suoi consumi elevati.
Con la sigla LNF viene indicato il primo a debuttare fra i motori L850 da 2 litri di seconda generazione: come già detto, le novità tecniche introdotte con la nascita di questo motore furono molte e inclusero fra l'altro l'utilizzo di un turbocompressore di tipo twin-scroll, l'alimentazione a iniezione diretta e i pistoni con mantello ad attrito ridotto. Vennero riprese dal precedente 2 litri di prima generazione le valvole di scarico raffreddate al sodio e il raffreddamento dei pistoni a getto d'olio. Si è parlato anche del fatto che in alcune applicazioni, il 2 litri L850 di seconda generazione è stato montato anche longitudinalmente. È stato appunto il motore LNF ad annoverare anche applicazioni di questo tipo, in particolare quelle relative alle tre roadster Pontiac Solstice, Saturn Sky e Opel GT, strettamente imparentate fra loro dal punto di vista tecnico e caratterizzate da uno schema meccanico di tipo classico (motore anteriore longitudinale e trazione posteriore). Le altre applicazioni, invece, mantennero invece il consueto schema di tipo "tutto avanti" con motore trasversale e trazione anteriore. Presso la Opel, questo motore veniva indicato generalmente con la sigla Z20NHH.
Una seconda variante è siglata LDK e differisce dal motore LNF per tutta una serie di aggiornamenti volta a renderlo compatibile con la normativa Euro 5, mentre una terza variante, il motore LHU, era invece predisposta per il funzionamento con combustibile E85. Mentre il motore LNF era stato proposto in un unico livello di potenza (264 CV a 5300 giri/min), gli altri due motori erano disponibili in un ventaglio di varianti compreso fra i 220 e i 280 CV. A seconda del livello di potenza cambia anche la sigla utilizzata da Opel in Europa per le sue applicazioni.

##### Riepilogo applicazioni
Di seguito vengono riepilogate le caratteristiche e le applicazioni dei motori L850 2 litri di seconda generazione:
| Motore 2 litri L850 di seconda generazione |                                                               |                          |                |                |                                      |                    |
| Variante                                   | Alimentazione                                                 | Rapporto di compressione | Potenza CV/rpm | Coppia Nm/rpm  | Applicazioni                         | Anni di produzione |
| LNF (Z20NHH presso la Opel))               | Iniezione diretta turbocompressore + intercooler              | 9,2                      | 264/5300       | 353/ 2000-5200 | Opel GT                              | 2007-09            |
| LNF (Z20NHH presso la Opel))               | Iniezione diretta turbocompressore + intercooler              | 9,2                      | 264/5300       | 353/ 2000-5200 | Pontiac Solstice GXP                 | 2007-10            |
| LNF (Z20NHH presso la Opel))               | Iniezione diretta turbocompressore + intercooler              | 9,2                      | 264/5300       | 353/ 2000-5200 | Saturn Sky Red Line                  | 2006-09            |
| LNF (Z20NHH presso la Opel))               | Iniezione diretta turbocompressore + intercooler              | 9,2                      | 264/5300       | 353/ 2000-5200 | Chevrolet HHR SS                     | 2008-10            |
| LNF (Z20NHH presso la Opel))               | Iniezione diretta turbocompressore + intercooler              | 9,2                      | 264/5300       | 353/ 2000-5200 | Chevrolet Cobalt SS                  | 2008-10            |
| LNF (Z20NHH presso la Opel))               | Iniezione diretta turbocompressore + intercooler              | 9,2                      | 264/5300       | 353/ 2000-5200 | Fisker Karma                         | 2011-12            |
| LNF (Z20NHH presso la Opel))               | Iniezione diretta turbocompressore + intercooler              | 9,2                      | 264/5300       | 353/ 2000-5200 | Elfin T5                             | 2008-10            |
| A20NHT                                     | Iniezione diretta, turbocompressore e intercooler             | 9,3                      | 220/5300       | 350/ 2000-4000 | Opel Insignia A 2.0 Turbo 220cv      | 2008-13            |
| A20NHT                                     | Iniezione diretta, turbocompressore e intercooler             | 9,3                      | 220/5300       | 350/ 2000-4000 | Saab 9-3 Mk2 2.0 T                   | 2012               |
| A20NHT                                     | Iniezione diretta, turbocompressore e intercooler             | 9,3                      | 220/5300       | 350/ 2000-4000 | Saab 9-5 Mk2 2.0 T                   | 2009-12            |
| A20NHH                                     | Iniezione diretta, turbocompressore e intercooler             | 9,3                      | 250/5300       | 400/ 2400-3600 | Opel Insignia A 2.0 Turbo 250cv      | 2011-13            |
| A20NFT                                     | Iniezione diretta, turbocompressore e intercooler             | 9,3                      | 250/4500       | 400/ 2500-4500 | Opel Insignia A 2.0 Turbo SIDI       | 2013-15            |
| A20NFT                                     | Iniezione diretta, turbocompressore e intercooler             | 9,3                      | 280/ 5500-6000 | 400/ 2500-4500 | Opel Astra J GTC 2.0 Turbo OPC       | 2012-13            |
| LDK                                        | Iniezione diretta, turbocompressore e intercooler             | 9,3                      | 220/5300       | 350/ 2000-4000 | Buick Regal Turbo                    | 2009-10            |
| LDK                                        | Iniezione diretta, turbocompressore e intercooler             | 9,3                      | 220/5300       | 350/ 2000-4000 | Buick Regal GS (solo mercato cinese) | 2010-13            |
| LDK                                        | Iniezione diretta, turbocompressore e intercooler             | 9,3                      | 254/5300       | 350/ 2000-5000 | Buick Regal GS (solo mercato cinese) | 2014-17            |
| LHU                                        | Iniezione diretta benzina/E85, turbocompressore e intercooler | 9,2                      | 163/4000       | 320/1750       | Saab 9-3 Mk2 2.0 t BioPower          | 2012               |
| LHU                                        | Iniezione diretta benzina/E85, turbocompressore e intercooler | 9,2                      | 220/5300       | 350/2000       | Buick Regal Turbo                    | 2011-13            |
| LHU                                        | Iniezione diretta benzina/E85, turbocompressore e intercooler | 9,2                      | 220/5300       | 350/2000       | Saab 9-3 Mk2 2.0 T BioPower          | 2012               |
| LHU                                        | Iniezione diretta benzina/E85, turbocompressore e intercooler | 9,2                      | 220/5300       | 350/2000       | Saab 9-5 Mk2 2.0 T BioPower          | 2010-12            |
| LHU                                        | Iniezione diretta benzina/E85, turbocompressore e intercooler | 9,2                      | 254/5300       | 353/2000       | Buick Verano Turbo                   | 2013-16            |
| LHU                                        | Iniezione diretta benzina/E85, turbocompressore e intercooler | 9,2                      | 273/5300       | 400/2400       | Buick Regal GS                       | 2012-13            |

#### Il 2,2 litri di seconda generazione
In questa sua seconda e ultima tappa evolutiva, il 2,2 litri L850 mantenne alcune caratteristiche del vecchio motore di pari cilindrata (misure caratteristiche in primis), ma ne riprese altre come l'allargamento dei condotti di scarico e la riprofilatura delle camme di scarico, in modo da ottenere una maggior durata di apertura delle valvole di scarico. Venne inoltre abbandonata l'accensione "a scintilla persa" in favore del sistema ad accensione diretta, fatto che costrinse a ridisegnare anche il coperchio valvole. Dal 2,4 litri venne ripresa inoltre la soluzione del monoblocco a canne rinforzate, anche se in questo caso le canne erano specifiche per via del minor alesaggio. Nonostante tutte queste modifiche, il motore da 2,2 litri conservò la sigla L61, ma ottenne dei leggeri benefici anche in termini di prestazioni, di consumi e di emissioni inquinanti. Di seguito vengono mostrate le caratteristiche dei motori L61 di seconda generazione. Ma anche da questo motore vennero derivate altre due varianti, in questo caso denominate LAP e LE8. Mentre la prima differiva dall'unità L61 per alcuni componenti elettronici specifici e nuove guarnizioni del collettore d'aspirazione, la variante LE8 era in pratica un motore L61 predisposto anche per il funzionamento a etanolo. Il 2,2 litri L850 continuò a essere proposto solo in configurazione aspirata, esattamente come in precedenza, ma i motori 2.2 di seconda generazione vennero montati solo su vetture destinate ai mercati nordamericani. Inoltre, comune a tutte le varianti era anche il valore del rapporto di compressione, pari a 10:1. Di seguito vengono illustrate le caratteristiche e le applicazioni dei motori 2,2 litri L850 di seconda generazione:
| Motore 2,2 litri L850 di seconda generazione |                                            |                |               |                          |                    |
| Variante                                     | Alimentazione                              | Potenza CV/rpm | Coppia Nm/rpm | Applicazioni             | Anni di produzione |
| L61                                          | Iniezione elettronica indiretta            | 148/5600       | 206/4200      | Chevrolet Malibu 2.2 16v | 2007-08            |
| L61                                          | Iniezione elettronica indiretta            | 148/5600       | 206/4200      | Saturn Ion 2.2 16v       | 2007               |
| L61                                          | Iniezione elettronica indiretta            | 151/5600       | 206/4000      | Chevrolet HHR 2.2 16v    | 2007-08            |
| L61                                          | Iniezione elettronica indiretta            | 151/5600       | 206/4000      | Chevrolet Cobalt 2.2 16v | 2007-08            |
| L61                                          | Iniezione elettronica indiretta            | 151/5600       | 206/4000      | Pontiac G5 / Pursuit     | 2007-08            |
| LAP                                          | Iniezione elettronica indiretta            | 158/6100       | 203/4900      | Chevrolet Cobalt 2.2 16v | 2009-10            |
| LAP                                          | Iniezione elettronica indiretta            | 158/6100       | 203/4900      | Pontiac G5 / Pursuit     | 2009-10            |
| LE8                                          | Iniezione elettronica indiretta di benzina | 158/6100       | 203/4800      | Chevrolet HHR Flexfuel   | 2009-11            |
| LE8                                          | Iniezione elettronica di etanolo           | 162/6000       | 214/4600      | Chevrolet HHR Flexfuel   | 2009-11            |

#### Il primoL880da 2,4 litri

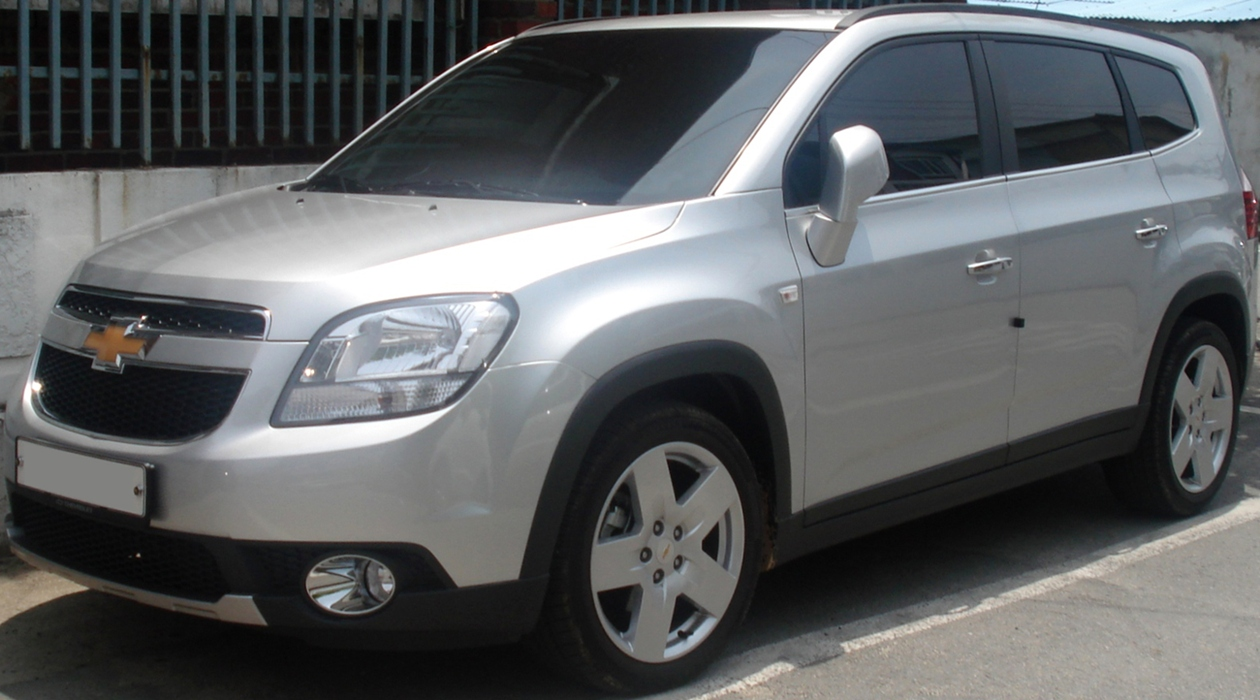
Anche il motore GM da 2,4 litri ha conosciuto altre applicazioni, fra cui la Chevrolet Orlando

Come già precisato in precedenza, l'arrivo dei motori L850 di seconda generazione è stato preceduto di poco dall'arrivo del primo motore L880, in ogni caso spesso incluso nella famiglia dei motori L850 per via delle numerose caratteristiche strutturali condivise. Rispetto ai motori precedentemente illustrati, qui cambiano le misure caratteristiche di alesaggio e corsa, che passano a 88 x 98 mm, per una cilindrata complessiva di 2384 cm³. Ciò porta alla conclusione che il 2.4 L880 non è direttamente derivato dal 2.4 Family II, com'è stato invece nel caso delle due motorizzazioni di cilindrata minore, ma è un motore completamente diverso, piuttosto imparentato più strettamente con i motori L850 già visti, poi ulteriormente evolutisi. Rispetto a questi, cambia anche l'albero motore, dalle manovelle più lunghe, e per la prima volta è stata introdotta la soluzione delle canne cilindri più spesse, soluzione che come si è visto, è stata successivamente estesa anche alle versioni da 2 e 2,2 litri. Inoltre, in una sola delle sue applicazioni, il motore L880 da 2,4 litri è stato modificato in maniera da poter essere montato longitudinalmente, esattamente come accaduto per il contemporaneo 2 litri L850, e anche in questo caso le vetture su cui questo motore è stato montato erano la Pontiac Solstice a trazione posteriore e la sua "gemella", la Saturn Sky, entrambe nella loro versione da 2,4 litri di cilindrata (non vi sono state invece delle Opel GT equipaggiate con tale motore, anch'esse direttamente derivate dagli altri due modelli). Il 2.4 L880 è stato proposto in numerose varianti, che proposero soluzioni assai interessanti, prima fra tutte il passaggio dall'iniezione indiretta a quella diretta, oppure quella relativa all'arrivo della tecnologia micro-ibrida. Non mancano inoltre un paio di varianti a etanolo.
Di seguito vengono mostrate le caratteristiche e applicazioni dei motori 2.4 L880:

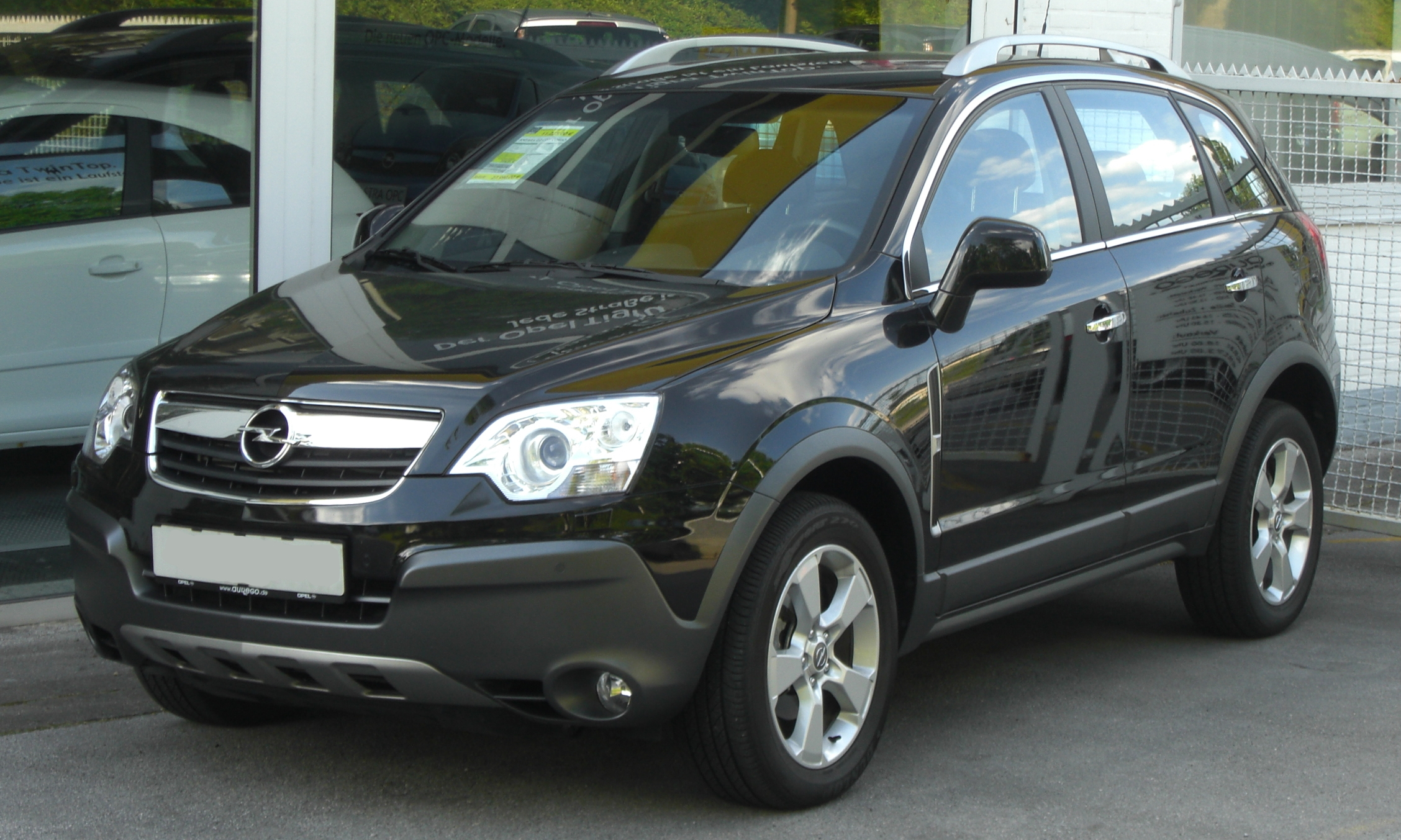
La Opel Antara è stata una delle poche applicazioni del 2.4 GM Ecotec previste per il mercato europeo....

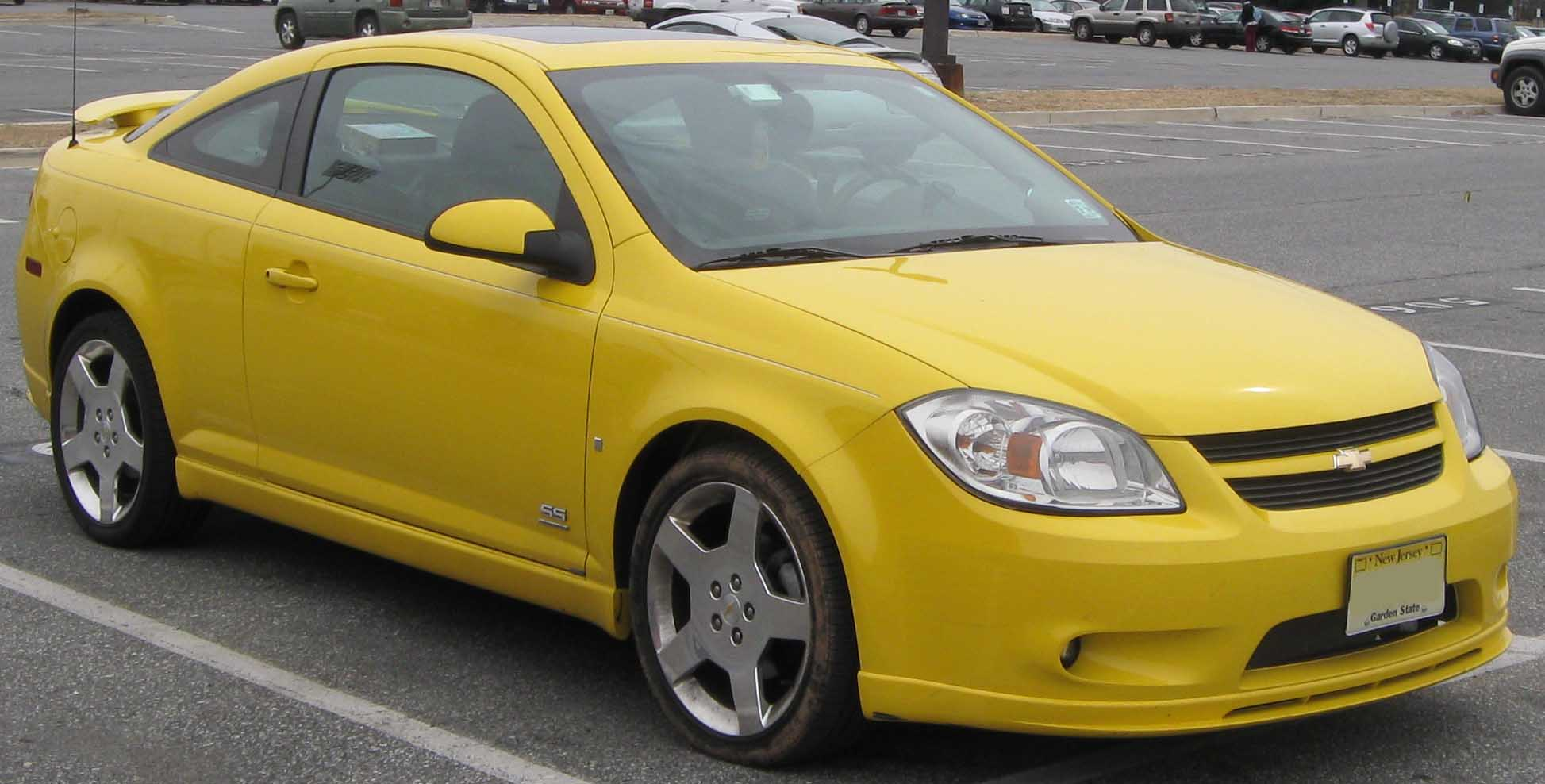
Nella maggior parte dei casi, questo motore è stato montato in modelli previsti per il mercato USA, come la Chevrolet Cobalt SS...

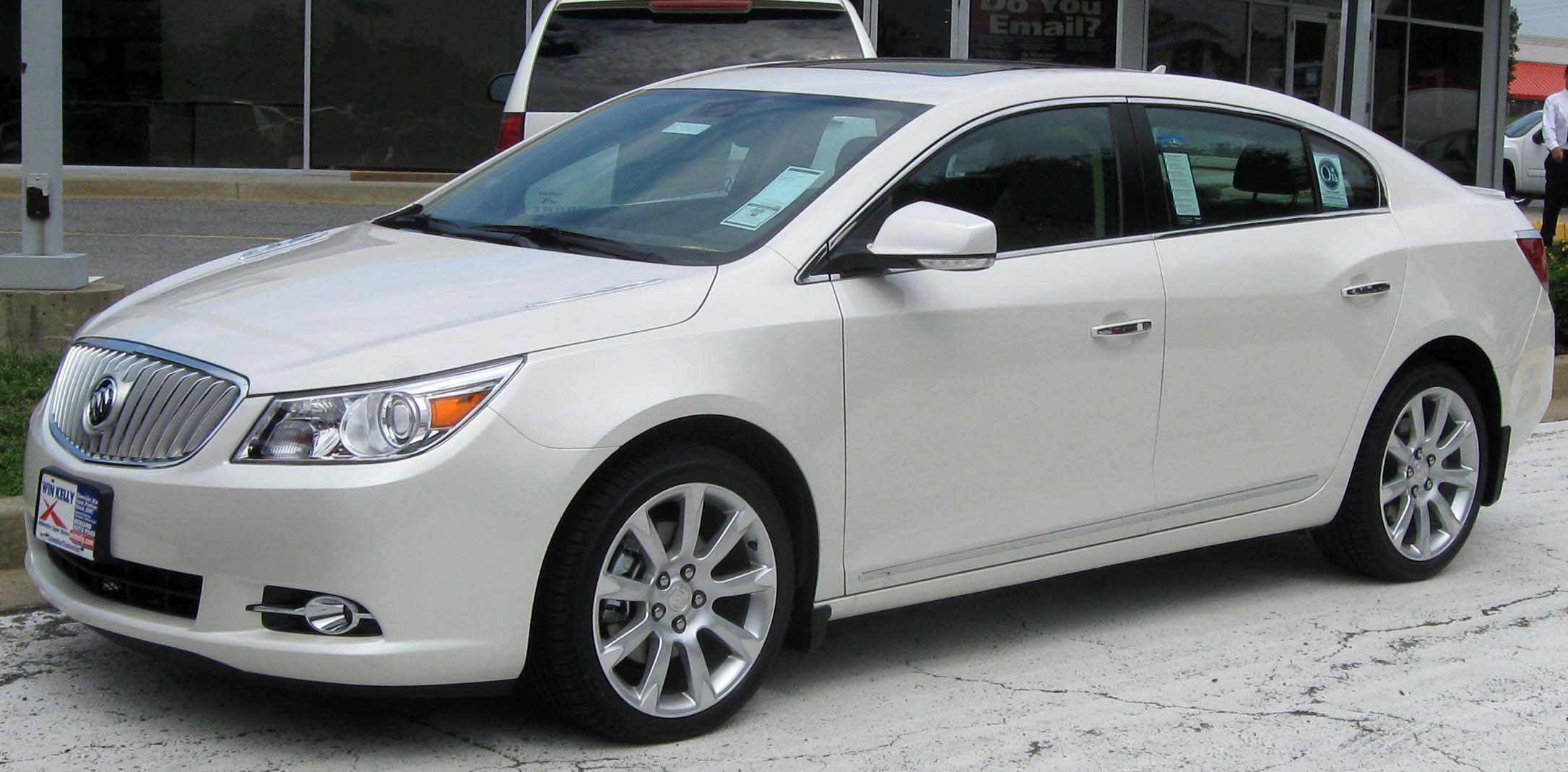
...la Buick LaCrosse....

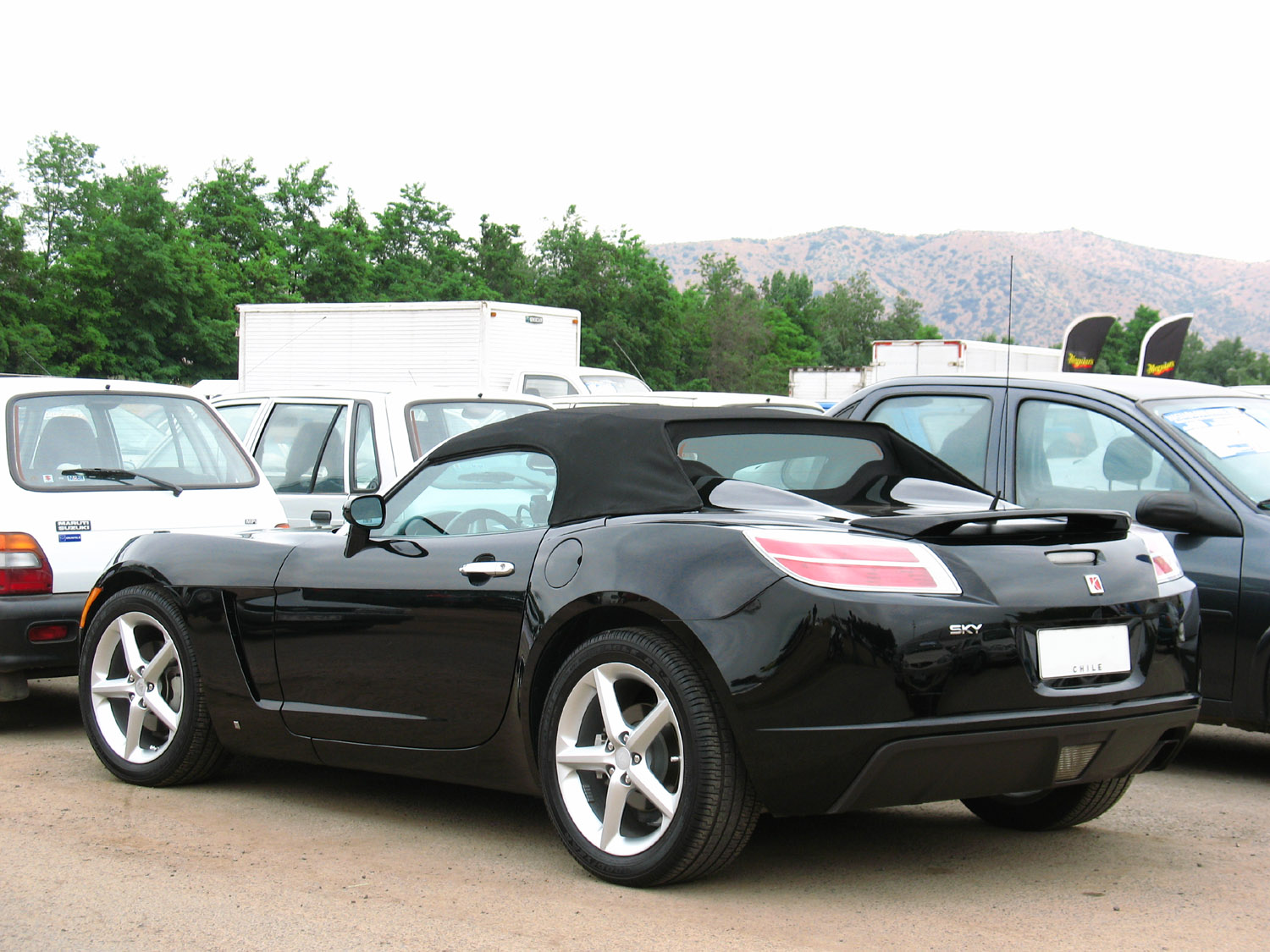
...e la Saturn Sky.

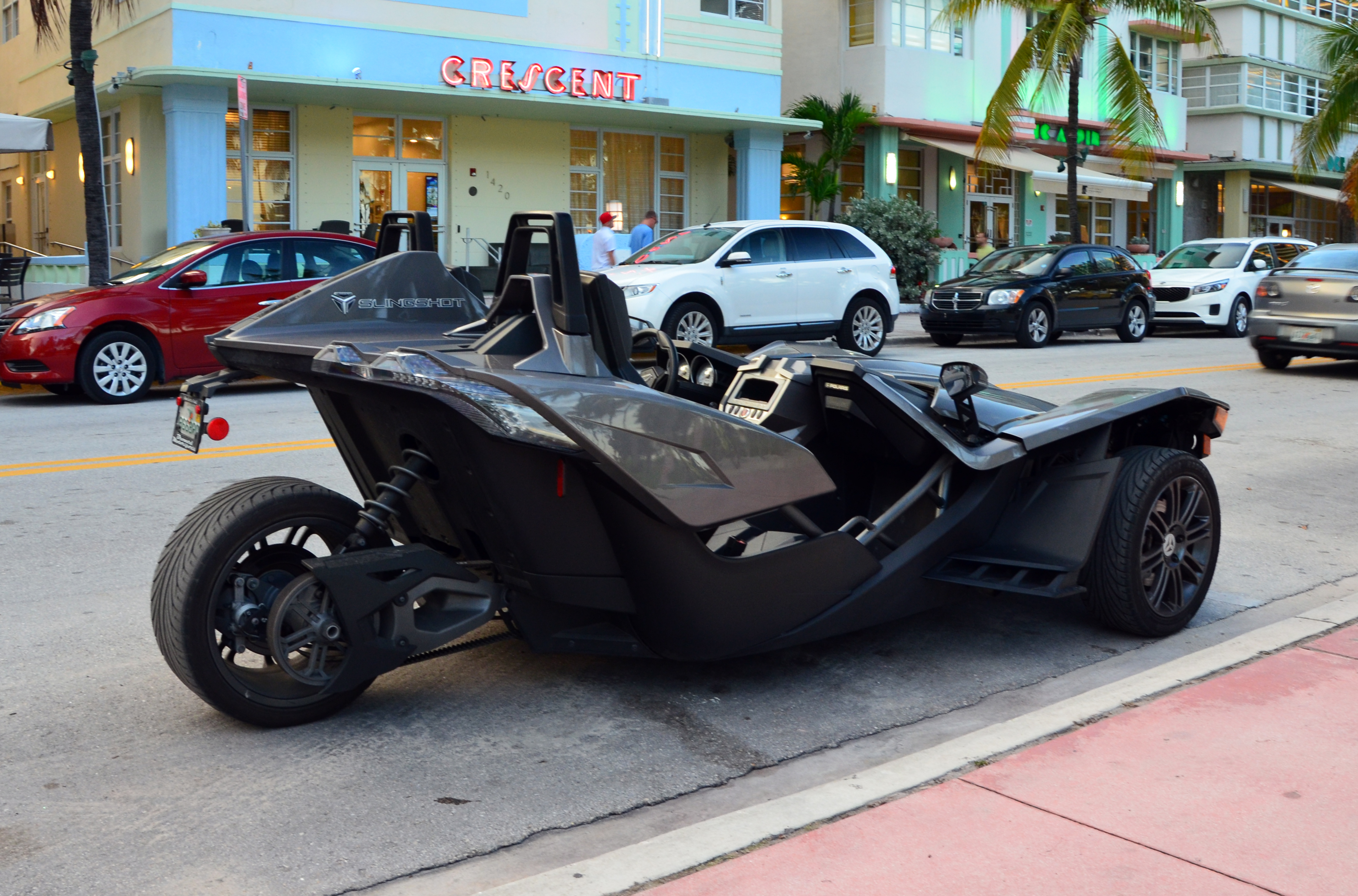
Non sono mancate anche alcune applicazioni particolari, come quella relativa alla Polaris Slingshot

| Motore 2,4 litri L880 |                                                          |                          |                |               |                                       |                    |
| Variante | Alimentazione                                            | Rapporto di compressione | Potenza CV/rpm | Coppia Nm/rpm | Applicazioni                          | Anni di produzione |
| LE5 | Iniezione elettronica indiretta                          | 10,4                     | 167/6500       | 225/4400      | Buick GL8 2.4 16v1                    | 2005-061           |
| LE5 | Iniezione elettronica indiretta                          | 10,4                     | 170/6400       | 225/4800      | Buick LaCrosse 2.4 16v1               | 2006-091           |
| LE5 | Iniezione elettronica indiretta                          | 10,4                     | 171/6300       | 217/4500      | Chevrolet Malibu 2.4 16v              | 2008-12            |
| LE5 | Iniezione elettronica indiretta                          | 10,4                     | 171/6300       | 217/4500      | Saturn Aura 2.4 16v                   | 2008-09            |
| LE5 | Iniezione elettronica indiretta                          | 10,4                     | 171/6300       | 218/4500      | Saturn Vue 2.4 16v                    | 2008-09            |
| LE5 | Iniezione elettronica indiretta                          | 10,4                     | 171/6300       | 220/4500      | Pontiac G6 2.4 16v                    | 2006-09            |
| LE5 | Iniezione elettronica indiretta                          | 10,4                     | 172/6200       | 220/4800      | Saturn Ion 2.4 16v                    | 2006               |
| LE5 | Iniezione elettronica indiretta                          | 10,4                     | 173/5800       | 226/4500      | Pontiac G5 / Pursuit 2.4 16v          | 2006-08            |
| LE5 | Iniezione elettronica indiretta                          | 10,4                     | 173/6200       | 226/4800      | Chevrolet Cobalt Sport                | 2008               |
| LE5 | Iniezione elettronica indiretta                          | 10,4                     | 175/5800       | 222/4500      | Pontiac Solstice 2.4 16v              | 2006-09            |
| LE5 | Iniezione elettronica indiretta                          | 10,4                     | 175/6200       | 221/4800      | Chevrolet Cobalt SS 2.4 16v           | 2006-09            |
| LE5 | Iniezione elettronica indiretta                          | 10,4                     | 177/6500       | 222/4800      | Saturn Ion 2.4 16v                    | 2007               |
| LE5 | Iniezione elettronica indiretta                          | 10,4                     | 177/6500       | 222/4800      | Chevrolet HHR 2.4 16v                 | 2006-08            |
| LE5 | Iniezione elettronica indiretta                          | 10,4                     | 179/5800       | 235/4800      | Saturn Sky 2.4 16v                    | 2006-09            |
| LAT | Iniezione elettronica indiretta con sistema micro-ibrido | 10,6                     | 166/6400       | 220/4400      | Saturn Aura Green Line Hybrid 2.4 16v | 2007-09            |
| LAT | Iniezione elettronica indiretta con sistema micro-ibrido | 10,6                     | 166/6400       | 220/4400      | Chevrolet Malibu Hybrid 2.4 16v       | 2008-09            |
| LAT | Iniezione elettronica indiretta con sistema micro-ibrido | 10,6                     | 172/6600       | 220/4200      | Saturn Vue Green Line Hybrid 2.4 16v  | 2007               |
| LAT | Iniezione elettronica indiretta con sistema micro-ibrido | 10,6                     | 174/6600       | 226/4500      | Saturn Vue Green Line Hybrid 2.4 16v  | 2008               |
| LE9 | Iniezione elettronica indiretta benzina/etanolo          | 10,4                     | 177/5800²      | 230/5000²     | Chevrolet Malibu 2.4 LS Flexfuel      | 2010-12            |
| LE9 | Iniezione elettronica indiretta benzina/etanolo          | 10,4                     | 177/5800²      | 230/5000²     | Chevrolet HHR Flexfuel                | 2009-11            |
| LAF | Iniezione elettronica diretta                            | 11,2                     | 176/6700       | 232/4900      | Chevrolet Orlando 2.4 16v             | 2011-14            |
| LAF | Iniezione elettronica diretta                            | 11,2                     | 185/6700       | 233/4900      | Buick Regal 2.4 16v                   | 2011               |
| LAF | Iniezione elettronica diretta                            | 11,2                     | 185/6700       | 233/4900      | Buick LaCrosse 2.4 16v                | 2010-11            |
| LAF | Iniezione elettronica diretta                            | 11,2                     | 185/6700       | 233/4900      | Chevrolet Equinox 2.4 16v             | 2010-11            |
| LAF | Iniezione elettronica diretta                            | 11,2                     | 185/6700       | 233/4900      | Chevrolet Captiva 2.4 16v³            | 2011-19³           |
| LAF | Iniezione elettronica diretta                            | 11,2                     | 185/6700       | 233/4900      | GMC Terrain 24 16v                    | 2010-11            |
| A24XE | Iniezione elettronica indiretta                          | 10,4                     | 167/6400       | 217/4500      | Chevrolet Captiva 2.4 16v             | 2010-144           |
| A24XE | Iniezione elettronica indiretta                          | 10,4                     | 167/6400       | 217/4500      | Opel Antara 2.4 16v                   | 2010-15            |
| LUK | Iniezione elettronica diretta con tecnologia microibrida | -                        | 185/6700       | 233/4900      | Buick LaCrosse 2.4 16v                | 2012-16            |
| LUK | Iniezione elettronica diretta con tecnologia microibrida | -                        | 185/6700       | 233/4900      | Buick Regal 2.4 16v                   | 2012-17            |
| LUK | Iniezione elettronica diretta con tecnologia microibrida | -                        | 185/6700       | 233/4900      | Chevrolet Malibu 2.4 16v Eco          | 2013-14            |
| LUK | Iniezione elettronica diretta con tecnologia microibrida | -                        | 185/6700       | 233/4900      | Chevrolet Impala 2.4 16v              | 2014               |
| LEA | Iniezione elettronica diretta benzina/etanolo            | 11,2                     | 182/6700       | 233/4900      | Buick Regal 2.4 16v                   | 2012-13 2015-17    |
| LEA | Iniezione elettronica diretta benzina/etanolo            | 11,2                     | 182/6700       | 233/4900      | Buick Verano 2.4 16v                  | 2012-17            |
| LEA | Iniezione elettronica diretta benzina/etanolo            | 11,2                     | 185/6700       | 233/4900      | Chevrolet Equinox 2.4 16v             | 2012-17            |
| LEA | Iniezione elettronica diretta benzina/etanolo            | 11,2                     | 185/6700       | 233/4900      | Chevrolet Captiva 2.4 16v³            | dal 2012³          |
| LEA | Iniezione elettronica diretta benzina/etanolo            | 11,2                     | 185/6700       | 233/4900      | GMC Terrain 24 16v                    | 2012-17            |
| Note: 1Solo per il mercato cinese ²Dati relativi alla modalità etanolo ³Solo per i mercati sudamericani 4Solo per i mercati europei |                                                          |                          |                |               |                                       |                    |

### Terza generazione

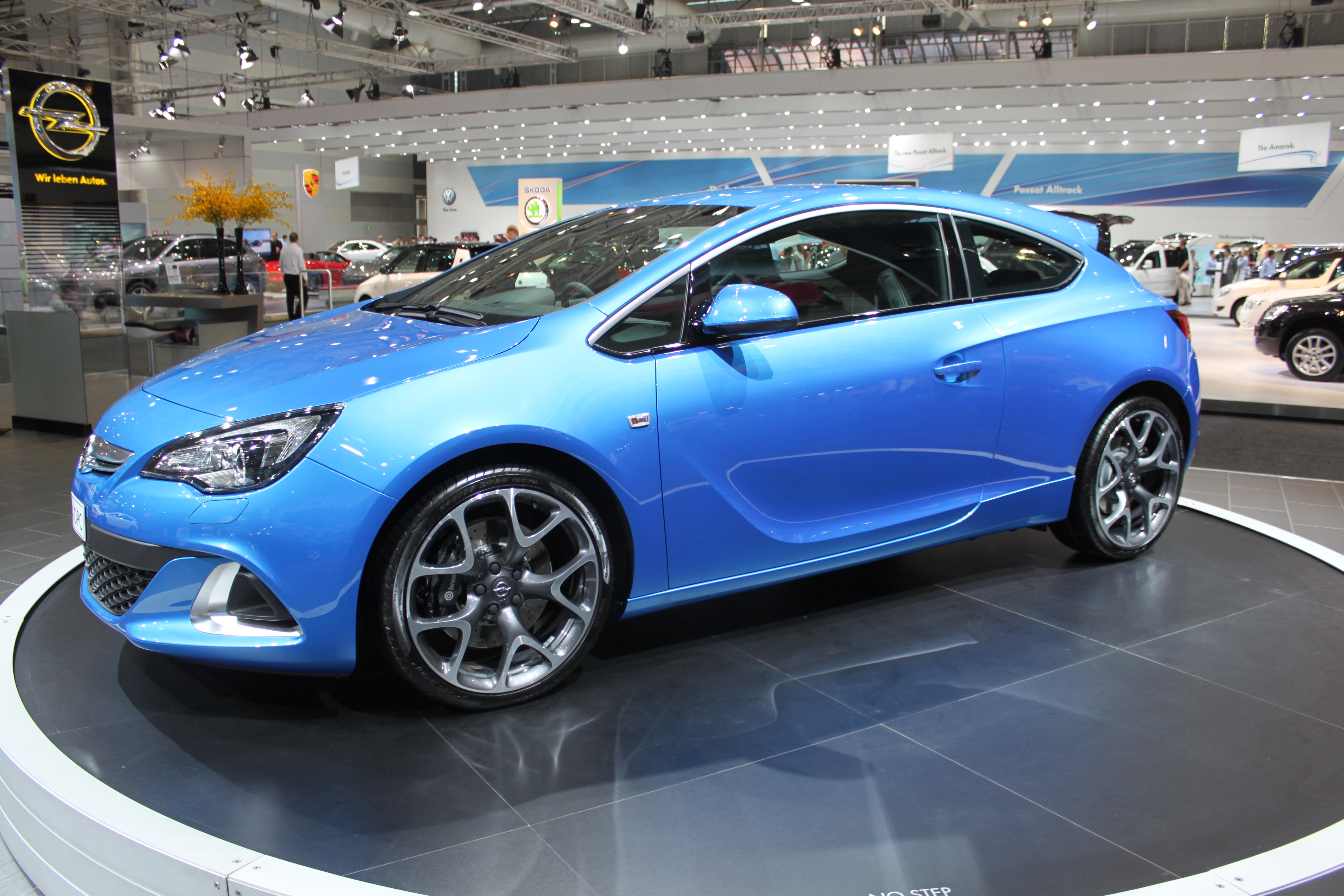
Una delle applicazioni più note in Europa dei motori GM Ecotec da 2 litri, la Opel Astra OPC

I motori L850 e L880 si evolsero in una nuova generazione di motori che comparvero sotto il cofano dei primi modelli a partire dal 2013. Numerose sono state le novità, a partire dalla gamma stessa dei motori, che a questo punto risultava composta solo da un'unità L850 da 2 litri e da un'unità L880da 2,5 litri. Erano stati tolti quindi di produzione i motori da 2,2 e da 2,4 litri, anche se il nuovo motore 2.5 era in pratica una versione a corsa allungata del precedente 2.4 L880, e anche il nuovo 2.5 mantennte la sigla L880. Entrambe le motorizzazioni sono a questo punto dotate di alimentazione a iniezione diretta, una soluzione che anche presso molte altre Case automobilistiche nel mondo si stava diffondendo rapidamente per via delle sue doti di efficienza.

#### Versione da 2 litri
Il 2 litri L850 di terza generazione prende la sigla LTG presso i marchi statunitensi gravitanti nell'orbita della General Motors (anche se presso altri marchi come la Opel ha preso altre sigle) ed è un'unità motrice che mantiene sempre le medesime misure caratteristiche delle altre unità L850 di pari cilindrata. Si tratta inoltre di un motore sovralimentato mediante turbocompressore twin-scroll corredato di intercooler aria/aria e con valvola wastegate gestita elettronicamente. Inoltre, sono stati utilizzati collettori di scarico specifici in grado di reggere temperature di 980 °C provenienti dalla turbina. Grazie a ciò si raggiungono potenze variabili fra i 170 e i 279 CV a seconda del modello di vettura sul quale vengono montati.

#### Versione da 2,5 litri
La versione da 2,5 litri, siglata LCV, nasce come già detto dall'allungamento della corsa del precedente motore da 2,4 litri. Viene quindi utilizzato un nuovo albero motore con manovelle leggermente allungate, in maniera tale da ottenere una corsa pari a 100,8 mm (contro i 98 mm dell'unità da 2,4 litri). L'alesaggio rimane invece invariato a 88 mm, per una cilindrata complessiva di 2547 cm³. Questo nuovo motore così ottenuto viene prodotto solo con alimentazione atmosferica e tra i punti fermi della sua progettazione c'è stato anche quello relativo a un'ulteriore riduzione delle vibrazioni, oltre che a un aumento delle doti di erogazione ai bassi regimi e alla riduzione dei consumi a fronte di un aumento dell'efficienza termica. A tale scopo è stata riprogettata la testata ristudiando i condotti di aspirazione e scarico in funzione di una miglior fluidodinamica. I contralberi di equilibratura, caratteristica imprescindibile di tutti i motori L850 e L880, sono stati spostati più in basso, vicino al carter dell'olio: questa soluzione, combinata assieme ad altre di dettaglio, ha contribuito a una riduzione del 40% di rumori e vibrazioni rispetto al precedente 2.4 a iniezione diretta. Anche questo motore è stato proposto in più livelli di potenza massima, anche se in questo caso il range è più ristretto, visto che si va da 197 a 204 CV. Del motore LCV è stata prodotta anche una seconda variante, nota con la sigla LKW e caratterizzata da alcune migliorie alla distribuzione e in particolare alla fasatura variabile.

#### Riepilogo applicazioni
| Motore L850 e L880 di terza generazione |                  |                        |                                                   |                          |                |                |                                          |                    |
| Variante                                | Cilindrata (cm³) | Alesaggio x corsa (mm) | Alimentazione                                     | Rapporto di compressione | Potenza CV/rpm | Coppia Nm/rpm  | Applicazioni                             | Anni di produzione |
| LSY                                     | 1998             | 86 x 86                | Iniezione diretta, turbocompressore e intercooler | -                        | 170/ 4250-6000 | 350/ 1500-4000 | Opel Insignia B 2.0 Turbo (170 CV)       | 09/2020-05/2022    |
| LSY                                     | 1998             | 86 x 86                | Iniezione diretta, turbocompressore e intercooler | -                        | 200/ 4250-6000 | 350/ 1500-4000 | Opel Insignia B 2.0 Turbo (200 CV)       | 03/2020-05/2022    |
| LSY                                     | 1998             | 86 x 86                | Iniezione diretta, turbocompressore e intercooler | -                        | 230/5000       | 350/ 1500-4000 | Opel Insignia B 2.0 Turbo 4x4 GSi        | 03/2020-05/2022    |
| LSY                                     | 1998             | 86 x 86                | Iniezione diretta, turbocompressore e intercooler | -                        | 234/5000       | 350/ 1500-4000 | Chevrolet Blazer 2.0 Turbo               | dal 06/2019        |
| LSY                                     | 1998             | 86 x 86                | Iniezione diretta, turbocompressore e intercooler | -                        | 234/5000       | 350/ 1500-4000 | GMC Acadia                               | dal 2020           |
| LSY                                     | 1998             | 86 x 86                | Iniezione diretta, turbocompressore e intercooler | -                        | 237/5000       | 350/ 1500-4000 | Buick LaCrosse 2.0 Turbo                 | dal 2020           |
| LSY                                     | 1998             | 86 x 86                | Iniezione diretta, turbocompressore e intercooler | -                        | 237/5000       | 350/ 1500-4000 | Buick Regal GS                           | 04/2020-08/2020    |
| LSY                                     | 1998             | 86 x 86                | Iniezione diretta, turbocompressore e intercooler | -                        | 237/5000       | 350/ 1500-4000 | Chevrolet Equinox 2.0 Turbo 237cv        | dal 2020           |
| LSY                                     | 1998             | 86 x 86                | Iniezione diretta, turbocompressore e intercooler | -                        | 237/5000       | 350/ 1500-4000 | Cadillac CT5 2.0 Turbo                   | dal 07/2020        |
| LSY                                     | 1998             | 86 x 86                | Iniezione diretta, turbocompressore e intercooler | -                        | 237/5000       | 350/ 1500-4000 | Cadillac CT6 2.0 Turbo                   | dal 07/2020        |
| LSY                                     | 1998             | 86 x 86                | Iniezione diretta, turbocompressore e intercooler | -                        | 237/5000       | 350/ 1500-4000 | Cadillac XT4 2.0 Turbo                   | dal 07/2020        |
| LSY                                     | 1998             | 86 x 86                | Iniezione diretta, turbocompressore e intercooler | -                        | 237/5000       | 350/ 1500-4000 | Cadillac XT5 2.0 Turbo                   | dal 07/2020        |
| LSY                                     | 1998             | 86 x 86                | Iniezione diretta, turbocompressore e intercooler | -                        | 237/5000       | 350/ 1500-4000 | Cadillac XT6 2.0 Turbo                   | dal 04/2020        |
| LSY                                     | 1998             | 86 x 86                | Iniezione diretta, turbocompressore e intercooler | -                        | 241/5000       | 300/ 1500-4000 | Cadillac CT5 2.0 Turbo                   | dal 10/2019        |
| LSY                                     | 1998             | 86 x 86                | Iniezione diretta, turbocompressore e intercooler | -                        | 241/5000       | 300/ 1500-4000 | Cadillac CT6 2.0 Turbo                   | 11/2018-07/2020    |
| LSY                                     | 1998             | 86 x 86                | Iniezione diretta, turbocompressore e intercooler | -                        | 241/5000       | 300/ 1500-4000 | Cadillac XT4 2.0 Turbo                   | dal 08/2018        |
| LSY                                     | 1998             | 86 x 86                | Iniezione diretta, turbocompressore e intercooler | -                        | 241/5000       | 300/ 1500-4000 | Cadillac XT5 2.0 Turbo                   | 2019-2020          |
| LSY                                     | 1998             | 86 x 86                | Iniezione diretta, turbocompressore e intercooler | -                        | 241/5000       | 300/ 1500-4000 | Cadillac XT6 2.0 Turbo                   | dal 04/2020        |
| B20NHT                                  | 1998             | 86 x 86                | Iniezione diretta, turbocompressore e intercooler | 9,5                      | 250/4500       | 400/ 2500-4000 | Opel Insignia A 2.0 Turbo SIDI           | 2015-17            |
| B20NFT                                  | 1998             | 86 x 86                | Iniezione diretta, turbocompressore e intercooler | 9,5                      | 260/5300       | 400/ 2500-4000 | Opel Insignia Grand Sport 2.0 Turbo SIDI | 09/2017-06/2018    |
| B20NFT                                  | 1998             | 86 x 86                | Iniezione diretta, turbocompressore e intercooler | 9,5                      | 280/ 5500-6000 | 400/ 2500-4000 | Opel Astra J GTC 2.0 Turbo OPC           | 2013-18            |
| LTG                                     | 1998             | 86 x 86                | Iniezione diretta, turbocompressore e intercooler | 9,5                      | 250/5000       | 400/ 3000-4000 | Cadillac XT5 2.0                         | 2016-19            |
| LTG                                     | 1998             | 86 x 86                | Iniezione diretta, turbocompressore e intercooler | 9,5                      | 253/5400       | 353/ 2000-5200 | Buick Regal 2.0 Turbo                    | dal 2017           |
| LTG                                     | 1998             | 86 x 86                | Iniezione diretta, turbocompressore e intercooler | 9,5                      | 253/5400       | 353/ 2000-5200 | Chevrolet Malibu 2.0 Turbo               | dal 2015           |
| LTG                                     | 1998             | 86 x 86                | Iniezione diretta, turbocompressore e intercooler | 9,5                      | 258/5500       | 400/3000       | Chevrolet Traverse 2.0 Turbo             | dal 07/2017        |
| LTG                                     | 1998             | 86 x 86                | Iniezione diretta, turbocompressore e intercooler | 9,5                      | 260/5500       | 353/ 2000-5300 | Chevrolet Equinox 2.0 Turbo              | 2017-2020          |
| LTG                                     | 1998             | 86 x 86                | Iniezione diretta, turbocompressore e intercooler | 9,5                      | 260/5500       | 353/ 2000-5300 | GMC Terrain 2.0 Turbo                    | 2018-2020          |
| LTG                                     | 1998             | 86 x 86                | Iniezione diretta, turbocompressore e intercooler | 9,5                      | 261/5400       | 350/ 2500-5000 | Buick Regal 2.0 Turbo / Turbo GS         | 07/2017-08/2020    |
| LTG                                     | 1998             | 86 x 86                | Iniezione diretta, turbocompressore e intercooler | 9,5                      | 269/5500       | 400/ 3000-4300 | Cadillac XT5 2.0                         | 2016-19            |
| LTG                                     | 1998             | 86 x 86                | Iniezione diretta, turbocompressore e intercooler | 9,5                      | 275/5500       | 400/ 3000-4500 | Chevrolet Camaro 2.0 Turbo               | dal 2016           |
| LTG                                     | 1998             | 86 x 86                | Iniezione diretta, turbocompressore e intercooler | 9,5                      | 276/5300       | 400/ 3000-4300 | Cadillac CT6 2.0 Turbo                   | 03/2016-11/2018    |
| LTG                                     | 1998             | 86 x 86                | Iniezione diretta, turbocompressore e intercooler | 9,5                      | 276/5500       | 353/ 1700-5500 | Cadillac ATS 2.0 Turbo                   | 2013-14            |
| LTG                                     | 1998             | 86 x 86                | Iniezione diretta, turbocompressore e intercooler | 9,5                      | 276/5500       | 400/ 3000-5500 | Cadillac ATS 2.0 Turbo                   | 2015               |
| LCV                                     | 2547             | 88x100,8               | Iniezione elettronica diretta                     | 11,3                     | 197/6300       | 258/4400       | GMC Acadia 2.5                           | 2017-21            |
| LCV                                     | 2547             | 88x100,8               | Iniezione elettronica diretta                     | 11,3                     | 200/6300       | 252/4400       | Buick GL8 Mk3 2.51                       | 2017               |
| LCV                                     | 2547             | 88x100,8               | Iniezione elettronica diretta                     | 11,3                     | 200/6300       | 259/4400       | Chevrolet Malibu 2.5                     | 2013-14            |
| LCV                                     | 2547             | 88x100,8               | Iniezione elettronica diretta                     | 11,3                     | 200/6300       | 260/4400       | Buick Envision 2.5                       | 2017-20            |
| LCV                                     | 2547             | 88x100,8               | Iniezione elettronica diretta                     | 11,3                     | 203/6300       | 259/4400       | Chevrolet Colorado 2.5                   | dal 2015           |
| LCV                                     | 2547             | 88x100,8               | Iniezione elettronica diretta                     | 11,3                     | 203/6300       | 259/4400       | GMC Canyon 2.5                           | dal 2015           |
| LCV                                     | 2547             | 88x100,8               | Iniezione elettronica diretta                     | 11,3                     | 205/6300       | 259/4400       | Cadillac ATS 2.5                         | 2013-16            |
| LKW                                     | 2547             | 88x100,8               | Iniezione elettronica diretta                     | 11,3                     | 199/6300       | 252/4400       | Chevrolet Malibu 2.5                     | 2014-15            |
| LKW                                     | 2547             | 88x100,8               | Iniezione elettronica diretta                     | 11,3                     | 199/6300       | 252/4400       | Chevrolet Impala 2.5                     | 2014-19            |